# جونز هوبكنز أرامكو للرعاية الصحية
جونز هوبكنز أرامكو للرعاية الصحية (Johns Hopkins Aramco Healthcare) هي مشروع مشترك بين أرامكو السعودية وهي شركة الطاقة والبتروكيماويات العالمية المتكاملة، وكلية الطب بجامعة جونز هوبكنز، وهي ذراع التدريس والبحث العلمي الأكاديمي بجامعة جونز هوبكنز. الغرض منه هو توفير الرعاية الصحية لموظفي أرامكو السعودية وأسرهم. وهي مملوكة بشكل مشترك من قبل الشركة والجامعة.